# Roubaix Lille Métropole/Saison 2012
Dieser Artikel listet Erfolge und Fahrer des Radsportteams Roubaix Lille Métropole in der Saison 2012 auf.

## Erfolge in der UCI Europe Tour
In den Rennen der Saison 2012 der UCI Europe Tour gelangen die nachstehenden Erfolge.
| Datum      | Rennen                           | Kat. | Sieger         |
| ---------- | -------------------------------- | ---- | -------------- |
| 17. Juni   | 3. Etappe Boucles de la Mayenne  | 2.2  | Morgan Kneisky |
| 11. August | 3. Etappe La Mi-Août en Bretagne | 2.2  | Fabien Schmidt |

## Platzierung in UCI-Ranglisten
| UCI Europe Tour 2012 | 48 |

## Zugänge – Abgänge
| Zugänge          | Team 2011  | Abgänge         | Team 2012          |
| ---------------- | ---------- | --------------- | ------------------ |
| Mathieu Drouilly | WIT        | Steven Tronet   | Auber 93           |
| Pierre Drancourt | ESEG Douai | Benoît Daeninck | CC Nogent-sur-Oise |
| Fabien Schmidt   | Neoprofi   | Nicolas Bonnet  | Unbekannt          |
| Boris Zimine     | Neoprofi   |                 |                    |

## Mannschaft
| Name             | Geburtstag        | Nationalität |
| ---------------- | ----------------- | ------------ |
| Matthieu Boulo   | 11. Mai 1989      | Frankreich   |
| Anthony Colin    | 22. März 1985     | Frankreich   |
| Loïc Desriac     | 21. Juli 1989     | Frankreich   |
| Pierre Drancourt | 10. Mai 1982      | Frankreich   |
| Mathieu Drouilly | 31. Januar 1986   | Frankreich   |
| Denis Flahaut    | 28. November 1978 | Frankreich   |
| Julien Guay      | 9. Oktober 1986   | Frankreich   |
| Morgan Kneisky   | 31. August 1987   | Frankreich   |
| Kévin Lalouette  | 18. Februar 1984  | Frankreich   |
| Florian Le Corre | 27. Mai 1985      | Frankreich   |
| Fabien Schmidt   | 23. März 1989     | Frankreich   |
| Boris Zimine     | 2. Juni 1990      | Frankreich   |